# Mosselmosdiertje
Het mosselmosdiertje (Alcyonidioides mytili) is een mosdiertjessoort uit de familie van de Alcyonidiidae. De wetenschappelijke naam van de soort werd, als Alcyonidium mytili, voor het eerst geldig gepubliceerd in 1848 door Dalyell.

## Beschrijving
Mosselmosdiertjes vormen een goed aangehechte kolonie die bestaat uit een onverkalkte korst die op allerlei soorten substraten hecht en daardoor moeilijk te verwijderen is.